# Джон Джеймс Джексон
Джон Джеймс Джексон (англ. John James Jackson; 11 квітня 1977, Бішоп-Окленд, Дарем) — британський бобслеїст, пілот боба, виступав за збірну Великої Британії з 2005 до 2016 року. Двічі брав участь у зимових Олімпійських іграх у 2010 та 2014 роках. Багаторазовий переможець національних змагань, чемпіонатів Європи та світу.

Поза спортом є військовослужбовцем Королівської морської піхоти Великої Британії.

## Кар'єра
У віці 28 років почав професійно займатися бобслеєм. У вересні 2005 року він побував на перегляді початківців і справив хороше враження на тренерів, здобув бронзову медаль на європейському чемпіонаті серед новачків-розганяюючих і через чотири місяці приєднався до другого складу національної збірної, який змагається в основному на Кубку Європи, причому відразу ж став пілотом. Перші значні результати Джексон почав показувати в 2007 році, коли зайняв четверте місце на етапі європейського кубка в італійському Чезане, дебютував на Кубку світу і здобув світову першість в швейцарському Санкт-Моріц, де його четвірка фінішувала дев'ятою.
У наступному сезоні завоював звання чемпіона Великої Британії, як в двійках, так і четвірках. На чемпіонаті світу 2008 року в німецькому Альтенберзі був тринадцятим у складі чотиримісних екіпажів і четвертим в командних змаганнях з бобслею і скелетону. Рік по тому на світовій першості в американському Лейк-Плейсіді виступив трохи гірше, посівши серед двомісних екіпажів лише двадцять друге місце і серед чотиримісних лише сімнадцятим. Завдяки низці вдалих виступів удостоївся права захищати честь країни на зимових Олімпійських іграх 2010 року у Ванкувері. У програмі двомісних екіпажів його двійка була дискваліфікована, зате в четвірках, фінішував сімнадцятим.
На етапах Кубка Європи в 2011 році Джексон тричі потрапляв до числа призерів, виграв в тому числі дві бронзові медалі і одну золоту (чого раніше не вдавалося зробити жодному британцеві), тоді як на світовій першості в Кьонігсзеє його двійка фінішувала двадцятою. На чемпіонаті світу 2012 року в Лейк-Плесіді в заліку двійок під час третьої спроби зазнав аварії і не зміг фінішувати, при цьому в четвірках закрив десятку найсильніших, а зі змішаною командою розташувався на сьомій позиції.
У 2016 році заявив про завершення своєї професійної кар'єри.
Кар'єра професійного бобслеїста згодом змусила Джона покинути спецназ королівської морської піхоти, проте службу в армії він все-таки продовжив, ставши військовим інструктором з фізичної підготовки — на даний момент має звання сержанта. Одружений з бобслеїскою Полою Вокер, яка теж служить у збройних силах.